# DataCash
DataCash é uma empresa de processamento de pagamentos, que oferece um gateway global para assegurar o processamento de pagamento multi-canal e serviços de fraude e gestão de riscos. Fundada em 1996, tem sido uma divisão da MasterCard desde 2010.

## História
Fundada pelos empresários Gavin Breeze e Dave MacRae em 1996 como um gateway de pagamento destinado a atender às necessidades do canal emergente de comércio eletrônico, uma série de fusões e aquisições iniciais levou à expansão em mercados específicos (notavelmente, o mercado de companhia aérea e setores de viagens), bem como sua abrangência no setor de titular do cartão presente.
Em 2009, a empresa expandiu significativamente a sua oferta de fraude com a aquisição do The 3rd Man, uma empresa de fraude e de tecnologia de gestão de riscos.
DataCash tem sido uma subsidiária integral da MasterCard desde 2010, quando foi comprada por US$ 520 milhões.